# Nicolò Tresoldi
Nicolò Tresoldi (Cagliari, 20 agosto 2004) è un calciatore italiano naturalizzato tedesco, attaccante del Club Bruges.

## Biografia
Figlio dell'ex calciatore Emanuele Tresoldi, nel 2022 ha ottenuto la cittadinanza tedesca. Parla fluentemente italiano, spagnolo (la madre è argentina), tedesco e inglese. È tifoso del Milan.

## Caratteristiche tecniche
Punta centrale, estremamente rapido, dispone di una buona tecnica e fiuto per il gol. Utile anche in fase di costruzione, è avvezzo a mandare in porta i suoi compagni di squadra. Il suo calciatore di riferimento è Filippo Inzaghi.

## Carriera

### Club
Nato a Cagliari, nel 2004 la famiglia si trasferisce a Gubbio, dove inizia a giocare sia a calcio che a tennis.
Dopo aver svolto diversi provini per i maggiori club italiani, nel 2017 la famiglia Tresoldi emigra in Germania, ad Hannover, con Nicolò che entra a far parte del settore giovanile del Hannover 96. Avendo impressionato con le giovanili del club tedesco, il 15 luglio 2022 debutta tra i professionisti nell'incontro di 2. Bundesliga perso 2-1 contro il Kaiserslautern. Il 29 luglio dell'anno seguente ha segnato invece il suo primo gol nel pareggio per 2-2 contro l'Elversberg.
Il 7 giugno 2025 viene acquistato dal Club Bruges.

### Nazionale
Ha giocato nelle nazionali giovanili tedesche Under-19 ed Under-21.

## Statistiche

### Presenze e reti nei club
Statistiche aggiornate al 16 agosto 2025.
| Stagione           | Squadra            | Campionato         | Campionato | Campionato | Coppe nazionali | Coppe nazionali | Coppe nazionali | Coppe continentali | Coppe continentali | Coppe continentali | Altre coppe | Altre coppe | Altre coppe | Totale | Totale | Totale |
| Stagione           | Squadra            | Comp               | Pres       | Reti       | Comp            | Pres            | Reti            | Comp               | Pres               | Reti               | Comp        | Pres        | Reti        | Pres   | Reti   |        |
| ------------------ | ------------------ | ------------------ | ---------- | ---------- | --------------- | --------------- | --------------- | ------------------ | ------------------ | ------------------ | ----------- | ----------- | ----------- | ------ | ------ | ------ |
| 2022-2023          | Hannover 96        | 2L                 | 13         | 0          | CG              | 1               | 0               | -                  | -                  | -                  | -           | -           | -           | 14     | 0      |        |
| 2023-2024          | Hannover 96        | 2L                 | 30         | 7          | CG              | 1               | 0               | -                  | -                  | -                  | -           | -           | -           | 31     | 7      |        |
| 2024-2025          | Hannover 96        | 2L                 | 34         | 7          | CG              | 1               | 0               | -                  | -                  | -                  | -           | -           | -           | 35     | 7      |        |
| Totale Hannover 96 | Totale Hannover 96 | Totale Hannover 96 | 77         | 14         |                 | 3               | 0               |                    | -                  | -                  |             | -           | -           | 80     | 14     |        |
| 2025-2026          | Club Bruges        | D1                 | 4          | 0          | CB              | 0               | 0               | UCL                | 3                  | 0                  | SB          | 1           | 0           | 8      | 0      |        |
| Totale carriera    | Totale carriera    | Totale carriera    | 81         | 14         |                 | 3               | 0               |                    | 3                  | 0                  |             | 1           | 0           | 88     | 14     |        |

### Cronologia presenze e reti in nazionale
| Cronologia completa delle presenze e delle reti in nazionale ― Germania under 21 | Cronologia completa delle presenze e delle reti in nazionale ― Germania under 21 | Cronologia completa delle presenze e delle reti in nazionale ― Germania under 21 | Cronologia completa delle presenze e delle reti in nazionale ― Germania under 21 | Cronologia completa delle presenze e delle reti in nazionale ― Germania under 21 | Cronologia completa delle presenze e delle reti in nazionale ― Germania under 21 | Cronologia completa delle presenze e delle reti in nazionale ― Germania under 21 | Cronologia completa delle presenze e delle reti in nazionale ― Germania under 21 |
| Data                                                                             | Città                                                                            | In casa                                                                          | Risultato                                                                        | Ospiti                                                                           | Competizione                                                                     | Reti                                                                             | Note                                                                             |
| -------------------------------------------------------------------------------- | -------------------------------------------------------------------------------- | -------------------------------------------------------------------------------- | -------------------------------------------------------------------------------- | -------------------------------------------------------------------------------- | -------------------------------------------------------------------------------- | -------------------------------------------------------------------------------- | -------------------------------------------------------------------------------- |
| 8-9-2023                                                                         | Saarbrücken                                                                      | Germania under 21                                                                | 2 – 0                                                                            | Ucraina under 21                                                                 | Amichevole                                                                       | -                                                                                | 56’                                                                              |
| 22-3-2024                                                                        | Chemnitz                                                                         | Germania under 21                                                                | 0 – 0                                                                            | Kosovo under 21                                                                  | Qual. Europeo Under-21 2025                                                      | -                                                                                | 71’                                                                              |
| 26-3-2024                                                                        | Halle                                                                            | Germania under 21                                                                | 2 – 0                                                                            | Israele under 21                                                                 | Qual. Europeo Under-21 2025                                                      | -                                                                                | 73’                                                                              |
| 4-9-2024                                                                         | Győr                                                                             | Israele under 21                                                                 | 1 – 5                                                                            | Germania under 21                                                                | Qual. Europeo Under-21 2025                                                      | 2                                                                                | 71’                                                                              |
| 10-9-2024                                                                        | Tallinn                                                                          | Estonia under 21                                                                 | 1 – 10                                                                           | Germania under 21                                                                | Qual. Europeo Under-21 2025                                                      | 1                                                                                |                                                                                  |
| 11-10-2024                                                                       | Regensburg                                                                       | Germania under 21                                                                | 2 – 1                                                                            | Bulgaria under 21                                                                | Qual. Europeo Under-21 2025                                                      | -                                                                                | 79’                                                                              |
| 15-10-2024                                                                       | Łódź                                                                             | Polonia under 21                                                                 | 3 – 3                                                                            | Germania under 21                                                                | Qual. Europeo Under-21 2025                                                      | 1                                                                                |                                                                                  |
| 15-11-2024                                                                       | Aquisgrana                                                                       | Germania under 21                                                                | 3 – 0                                                                            | Danimarca under 21                                                               | Amichevole                                                                       | 1                                                                                | 65’                                                                              |
| 19-11-2024                                                                       | Valenciennes                                                                     | Francia under 21                                                                 | 2 – 2                                                                            | Germania under 21                                                                | Amichevole                                                                       | -                                                                                | 57’                                                                              |
| 21-3-2025                                                                        | Trnava                                                                           | Slovacchia under 21                                                              | 0 – 1                                                                            | Germania under 21                                                                | Amichevole                                                                       | -                                                                                | 76’                                                                              |
| 25-3-2025                                                                        | Darmstadt                                                                        | Germania under 21                                                                | 3 – 1                                                                            | Spagna under 21                                                                  | Amichevole                                                                       | -                                                                                | 72’                                                                              |
| 12-6-2025                                                                        | Nitra                                                                            | Germania under 21                                                                | 3 – 0                                                                            | Slovenia under 21                                                                | Europeo Under-21 2025 - 1º turno                                                 | -                                                                                | 64’                                                                              |
| 15-6-2025                                                                        | Dunajská Streda                                                                  | Rep. Ceca under 21                                                               | 2 – 4                                                                            | Germania under 21                                                                | Europeo Under-21 2025 - 1º turno                                                 | 1                                                                                | 71’                                                                              |
| 18-6-2025                                                                        | Nitra                                                                            | Inghilterra under 21                                                             | 1 – 2                                                                            | Germania under 21                                                                | Europeo Under-21 2025 - 1º turno                                                 | -                                                                                | 77’                                                                              |
| 22-6-2025                                                                        | Dunajská Streda                                                                  | Germania under 21                                                                | 3 – 2 dts                                                                        | Italia under 21                                                                  | Europeo Under-21 2025 - Quarti di finale                                         | -                                                                                | 62’                                                                              |
| 28-6-2025                                                                        | Bratislava                                                                       | Inghilterra under 21                                                             | 3 – 2 dts                                                                        | Germania under 21                                                                | Europeo Under-21 2025 - Finale                                                   | -                                                                                | 98’                                                                              |
| Totale                                                                           |                                                                                  | Presenze                                                                         | 16                                                                               |                                                                                  | Reti                                                                             | 6                                                                                |                                                                                  |

## Palmarès

### Club

#### Competizioni nazionali
- Supercoppa del Belgio: 1

Club Bruges: 2025